# Alfabeto simpático
Um alfabeto simpático era uma suposta forma de comunicação usada no século XVII pelos rosacruzes e magnetizadores. Duas partes removeriam um pedaço de pele de seus braços ou mãos e a transplantariam mutuamente enquanto ainda estava fresca. Acreditava-se que o pedaço de carne transplantado mantinha uma estreita simpatia com o membro original, de modo que seu dono ainda estaria ciente de qualquer ferimento causado a ele. Na carne transplantada era tatuado um alfabeto pelo qual, ao picar as letras com uma agulha magnética, os usuários acreditavam que poderiam se comunicar instantaneamente através de grandes distâncias.
Um mito semelhante do mesmo período afirmava que apenas agulhas poderiam ser usadas para comunicação a longas distâncias. Depois de tocar duas agulhas em uma "espécie especial de magnetita", elas se tornariam "simpáticas" uma com a outra e, a partir de então, sempre apontariam na mesma direção, independentemente da distância. Essas agulhas seriam então instaladas dentro de um mostrador, com o alfabeto listado ao redor da borda. Ao apontar uma das agulhas na direção de uma letra específica, a outra agulha seguiria o exemplo, permitindo correspondência à distância. O antigo telégrafo elétrico de Cooke e Wheatstone também funcionava desviando agulhas magnéticas, mas sem a necessidade de recorrer a agulhas mágicas. Suas agulhas eram desviadas usando indução eletromagnética.
O romance de 1862 Le nez d'un notaire por Edmond About, adaptado como um filme para televisão em 1972, é baseado no conceito de um alfabeto simpático.